# سن-آنتوان-سور-ریشولیو، کبک
سن-آنتوان-سور-ریشولیو (به فرانسوی: Saint-Antoine-sur-Richelieu) شهری در منطقه شهری لا وله-دو-ریشولیو ناحیه مونترژی در استان کبک کانادا است. در سرشماری سال ۲۰۱۱ این شهر ۱٬۵۷۱ نفر جمعیت داشته‌است و مساحت آن ۶۵٫۲۶ کیلومتر مربع است.